# 呂文成
呂文成（Lui Man Shing，1898年3月12日—1981年8月22日），粵曲、粵劇演員、樂師、作曲家、樂器工藝家，祖籍廣東中山。後移居上海，一·二八事變後移居香港。
曾為粵劇演員，擅唱子喉，工旦行，曾與薛覺先等錄製粵劇唱片。能演奏提琴、二弦、喉管、椰胡、古箏、二胡、秦琴、木琴、小提琴、鋼琴、結他，曾錄製器樂合奏和獨奏唱片。
1920年代在上海與司徒夢巖發明高胡，高胡為廣東音樂重要的領奏樂器。女歌手呂紅為其女兒。琵琶演奏家呂振原為其女婿。